# Tremors (franquia)

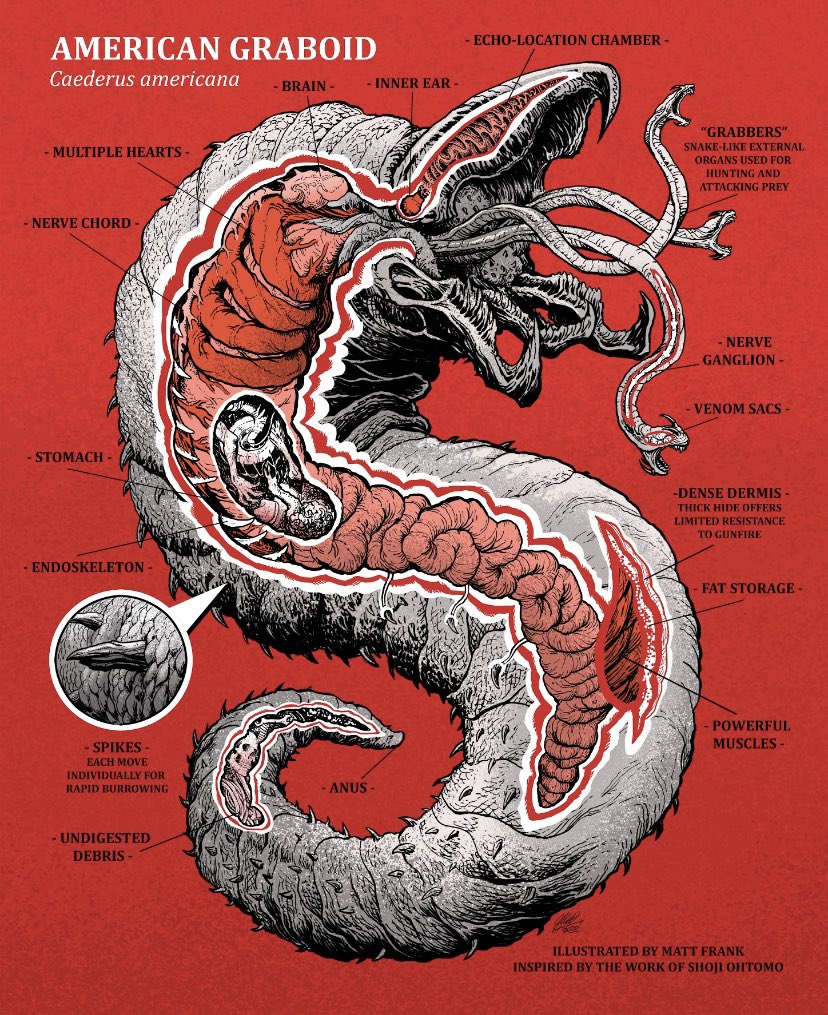
Cartaz promocional de Tremors por Matt Frank, inspirado no trabalho de Shoji Ohtomo

Tremors é uma série de filmes de monstros centrada nos ataques viciosos de criaturas subterrâneas, semelhantes a vermes, conhecidas como Graboids. Começou em 1990 com o lançamento bem-sucedido de Tremors, que gerou cinco filmes; quatro sequências (Tremors 2: Aftershocks, Tremors 3: Back to Perfection, Tremors 5: Bloodlines, Tremors 6: A Cold Day in Hell) e uma prequela (Tremors 4: The Legend Begins). Um sétimo filme foi confirmado pela estrela da série Michael Gross no final de 2018.
Além da série de filmes, Tremors: The Series, uma série de televisão que estreou no Syfy, foi produzida, apenas para ser cancelada após 13 episódios.

## Filmes
| Equipe          | Filme                                                                                | Filme                                 | Filme                                 | Filme                                                                 | Filme | Filme                                 | Filme                        |
| Equipe          | Tremors(1990)                                                                        | Tremors 2: Aftershocks(1996)          | Tremors 3: Back to Perfection(2001)   | Tremors 4: The Legend Begins(2004)                                    | Tremors 5: Bloodlines(2015)                                                                                | Tremors 6: A Cold Day in Hell(2018)   | Tremors 7: Island Fury(2020) |
| --------------- | ------------------------------------------------------------------------------------ | ------------------------------------- | ------------------------------------- | --------------------------------------------------------------------- | --- | ------------------------------------- | ---------------------------- |
| Diretor         | Ron Underwood                                                                        | S.S. Wilson                           | Brent Maddock                         | S.S. Wilson                                                           | Don Michael Paul                                                                                           | Don Michael Paul                      |                              |
| Produzido por   | Brent Maddock; S.S. Wilson                                                           | Nancy Roberts; Christopher DeFaria    | Nancy Roberts; S.S. Wilson            | Nancy Roberts                                                         | Ogden Gavanski                                                                                             | Mike Elliott                          |                              |
| Escrito por     | Roteiro:S.S. Wilson; Brent Maddock História:S.S. Wilson; Brent Maddock; RonUnderwood | Brent Maddock; S. S. Wilson           | John Whelpley                         | Roteiro:Scott Buck História:Brent Maddock; S.S. Wilson; Nancy Roberts | Roteiro:William Truesmith; M.A. Deuce; John Whelpley História:William Truesmith; M.A. Deuce; C. J. Strebor | John Whelpley                         |                              |
| Cinematografia  | Alexander Gruszynski                                                                 | Virgil L. Harper                      | Virgil L. Harper                      | Virgil L. Harper                                                      | Michael Swan                                                                                               | Hein de Vos                           |                              |
| Compositor      | Ernest Troost                                                                        | Jay Ferguson                          | Kevin Kiner                           | Jay Ferguson                                                          | Frederik Wiedmann                                                                                          | Frederik Wiedmann                     |                              |
| Editor          | O. Nicholas Brown                                                                    | Bob Ducsay                            | Drake Silliman                        | Harry B. Miller III                                                   | Vanick Moradian                                                                                            | Cameron Hallenbeck                    |                              |
|                 | No Frills Film Production Wilson-Maddock Production                                  | Stampede Entertainment                | Stampede Entertainment                | Stampede Entertainment                                                | Capacity Relations Universal 1440 Entertainment                                                            | Universal 1440 Entertainment          |                              |
| Distribuído por | Universal Pictures                                                                   | Universal Pictures Home Entertainment | Universal Pictures Home Entertainment | Universal Pictures Home Entertainment                                 | Universal Pictures Home Entertainment                                                                      | Universal Pictures Home Entertainment |                              |
| Duração         | 96 minutos                                                                           | 97 minutos                            | 104 minutos                           | 101 minutos                                                           | 99 minutos                                                                                                 | 98 minutos                            |                              |
| Estréia         | 19 de janeiro de 1990                                                                | 9 de abril de 1996                    | 2 de outubro de 2001                  | 2 de janeiro de 2004                                                  | 5 de outubro de 2015                                                                                       | 1 de maio de 2018                     |                              |